# Geispolsheim
Geispolsheim é uma comuna francesa na região administrativa de Grande Leste, no departamento Baixo Reno. Estende-se por uma área de 21,92 km². Em 2010 a comuna tinha 7 684 habitantes (densidade: 350,5 hab./km²).